# Halbritter (Name)
Für den Familiennamen Halbritter gibt es vielerlei Erklärungen. Sicher ist, dass es sich, wie bei den Namen Halbpfaff oder Halbmeister, um einen Übernamen nach der Abstammung handelt, der auf einen sozial zweifelhaften Stand (nicht vollkommener Ritter) hindeutet. Die Ritterschaft im allgemeinen Sinn bezeichnete einen besonderen Geburtsstand neben dem Bürger- und Bauernstand, nämlich den niederen Adel, der wiederum vom Hochadel zu unterscheiden war. Der Hochadel gehörte nicht zur Ritterschaft.
Bei Heiraten zwischen Rittern und nichtadeligen Frauen (wahrscheinlich waren sie reicher als ein verarmter Ritter) wurden die Söhne als Halbritter gekennzeichnet. Diese waren zwar erbberechtigt, durften aber nicht an Turnieren teilnehmen. Letzten Endes wurde daraus ein eigener Halbritter-Stand. Zu unterscheiden ist er vom Bastard, einer alten Bezeichnung für ein uneheliches Kind, ursprünglich ein fester Terminus des Feudalwesens zur Bezeichnung für das von einem Adligen in außerehelicher Verbindung gezeugte, aber von ihm rechtlich anerkannte Kind. Nun hatten im Mittelalter (und nicht nur damals) viele Fürsten und adelige Bischöfe Ehefrauen zur Linken, auch Kebse genannt, deren Söhne man aus Gründen der Einfachheit auch als Halbritter bezeichnete.